# بهلول شروان
شیخ بهلول دربندی عضوی از خانه شروان‌شاه، خاندان حاکم شروان بود. وی نوه کیقباد یکم شروانشاه، برادر ابراهیم شروان‌شاه و پسر عموی کاووس شروان‌شاه بود.

## زندگی
تاریخ دقیق تولد وی مشخص نیست. او دوران کودکی خود را با برادر و پدرش در یکی از روستاهای شکی در مخفی‌گاه گذراند. در زمان سلطنت برادرش، ابراهیم شروان‌شاه، وی به عنوان فرمانده ارشد ارتش شروان منصوب شد. وی فرماندهی بدنه اصلی ارتش شروانی را هنگام شکست در جنگ چالگان (۱۴۱۲) بر عهده داشت. او توسط قرا یوسف، فرمانده ارتش مخالف اسیر شد. وی با پرداخت ۲۰۰ تومان ایرانی خون‌بها توسط یک نجیب‌زاده تبریزی، شیخ آهی قصاب آزاد شد. تاریخ دقیق مرگ وی مشخص نیست. پسرش طهمورث در سمت فرمانده ارشد جانشین او شد.